# Karl Ludwig von Oppeln-Bronikowski
Karl Ludwig von Oppeln-Bronikowski herbu własnego (ur. 1766, Herford, zm. 1842) – generał pruski.
Potomek bardzo rozgałęzionego polsko-niemieckiego rodu szlacheckiego, którego członkowie od XVII wieku byli m.in. oficerami w wojskach szwedzkich, polskich i pruskich. Ojciec Karola Ludwika imieniem Chrystian Stanisław (Christian Stanislaus) był stacjonowanym w Herford majorem armii pruskiej. O samym generale tylko tyle wiadomo, że był przed klęską Prus w bitwie pod Jeną-Auerstedt (1806) adiutantem (tzw. fligeladjutantem) króla Prus Fryderyka Wilhelma III i że w 1815 powierzono mu funkcję komendanta twierdzy Erfurt. Po zakończeniu wojen napoleońskich działał w komisji zajmującej się reorganizacją armii pruskiej.